# شون ديلون (لاعب كرة قدم)
شون ديلون (بالإنجليزية: Seán Dillon)‏ (30 يوليو 1983 في جمهورية أيرلندا - ) هو لاعب كرة قدم أيرلندي في مركز الظهير. شارك مع منتخب جمهورية أيرلندا تحت 17 سنة لكرة القدم ومنتخب جمهورية أيرلندا تحت 21 سنة لكرة القدم وRepublic of Ireland national football B team ‏. أما مع النوادي، فقد لعب مع أستون فيلا ودندي يونايتد ونادي شيلبورن ولونغفورد تاون ‏.

## وصلات خارجية
- شون ديلون على موقع قاعدة بيانات كرة القدم.إي يو (الإنجليزية)
- شون ديلون على موقع Soccerbase.com (لاعب) (الإنجليزية)
- شون ديلون على موقع Soccerway.com (الإنجليزية)
- شون ديلون على موقع عالم كرة القدم.نت (الإنجليزية)